# Mars (planeta)
Mars je čtvrtá planeta sluneční soustavy, druhá nejmenší planeta soustavy po Merkuru. Byla pojmenována po římském bohu války Martovi. Jedná se o planetu terestrického typu, tj. s pevným horninovým povrchem pokrytým impaktními krátery, vysokými sopkami, hlubokými kaňony a dalšími útvary. Má dva měsíce  nepravidelného tvaru nazvané Phobos a Deimos.
V období, kdy je Mars v opozici ke Slunci a Země se tak nachází mezi těmito dvěma tělesy, lze Mars vidět na obloze celou noc. Spolehlivé informace o prvních pozorováních Marsu jako planety neexistují, ale pravděpodobně k nim došlo mezi lety 3000 až 4000 př. n. l. Všechny starověké civilizace, Egypťané, Babylóňané i Řekové, tuto „putující hvězdu“ znaly a měly pro ni své pojmenování. Kvůli načervenalému nádechu způsobenému červenou barvou zoxidované půdy na jejím povrchu považovaly staré národy Mars většinou za symbol ohně, krve a zániku.
Detailní zkoumání planety umožnilo od 60. let 20. století již takřka 20 úspěšných automatických sond. V současné době je na oběžné dráze kolem Marsu šest funkčních sond (Mars Odyssey, Mars Express, Mars Reconnaissance Orbiter, Mars Orbiter Mission, MAVEN a ExoMars TGO) a na povrchu planety dvě funkční vozítka (Curiosity a Perseverance) spolu s jednou funkční nepohyblivou sondou InSight. Díky sondám se povedlo zmapovat větší část povrchu, definovat základní historická období a v principu porozumět jevům, k nimž na planetě dochází.

## Vznik
Mars vznikl podobně jako ostatní planety našeho systému přibližně před 4,5 miliardami let akrecí z pracho-plynného disku, jenž obíhal kolem rodící se centrální hvězdy. Srážkami prachových částic se začala formovat malá tělesa, která gravitací přitahovala další částice a okolní plyn. Vznikly tak první planetesimály, srážely se navzájem a formovaly ve větší tělesa. Na konci tohoto procesu v soustavě vznikly čtyři terestrické protoplanety. V porovnání s ostatními má Mars – nejvzdálenější z terestrických planet – nejvyšší zastoupení lehkých prvků jako křemík, hliník či síra.
Po zformování protoplanety docházelo k masivnímu bombardování povrchu materiálem, který ze vzniku soustavy zbyl, což mělo za následek jeho neustálé přetváření a přetavování. Celý povrch se možná dokonce roztavil do podoby tzv. magmatického oceánu, jehož tepelná energie společně s teplem uvolněným diferenciací pláště a jádra je dodnes kumulována v nitru planety a umožňuje existenci vulkanismu a tektonických procesů.

## Fyzikální charakteristiky
Mars má oproti Zemi zhruba čtvrtinovou plochu povrchu a přibližně desetinovou hmotnost (1,448×108 km2 a 6,4185×1023 kg). Střední hustota planety je 3933 kg·m−3. Velikost Marsu, který zůstal znatelně menší než Země, přestože se vyvíjel v oblasti, kde bylo více místa, a mohl proto nasbírat více materiálu, se řadí k hlavním – a dosud neuspokojivě vysvětleným – paradoxům ve vývoji sluneční soustavy. Podle jedné z teorií to možná souvisí s dávnou migrací Jupiteru sluneční soustavou, při níž tato obří planeta mohla zónu terestrických planet nakrátko navštívit a část materiálu odsud vymést.
Sluneční den je na Marsu podobně dlouhý jako na Zemi (24 hodin, 39 minut a 35,244 sekund) a nazývá se Sol.

#### Poznámky

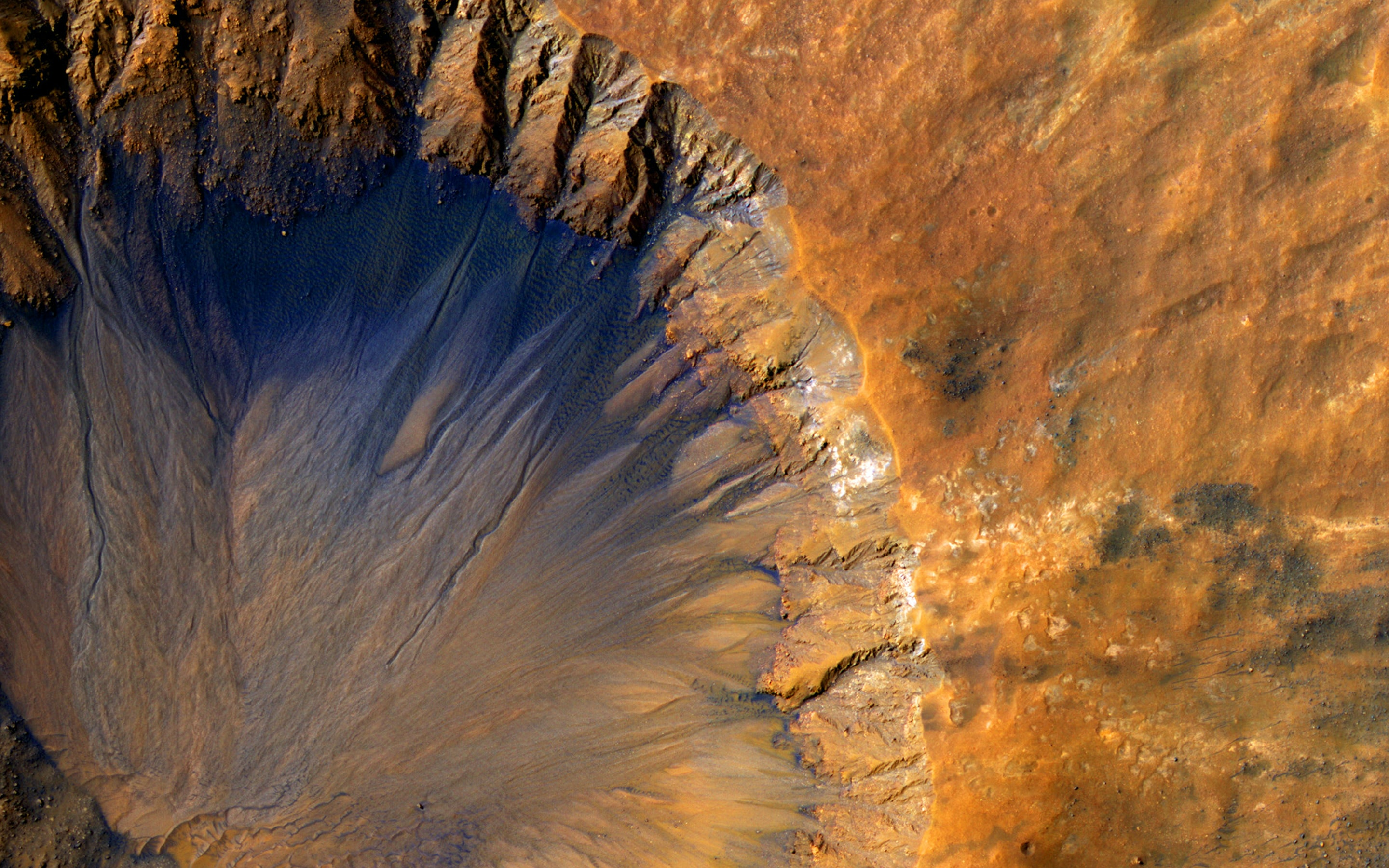
Obrázek kráteru v Marsu.

### Atmosféra

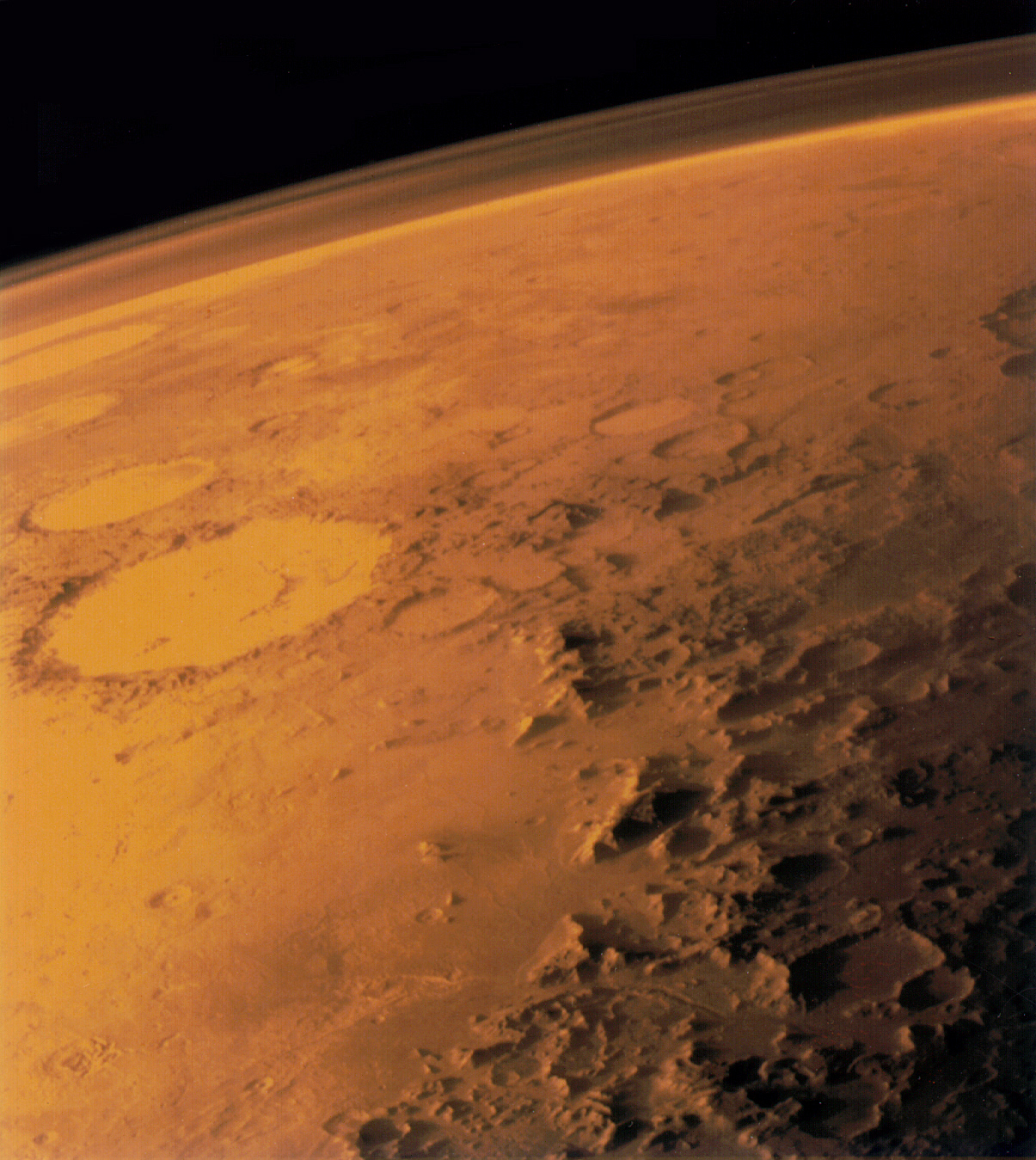
Nad povrchem je viditelná atmosféra
(Mars Global Surveyor)

### Voda

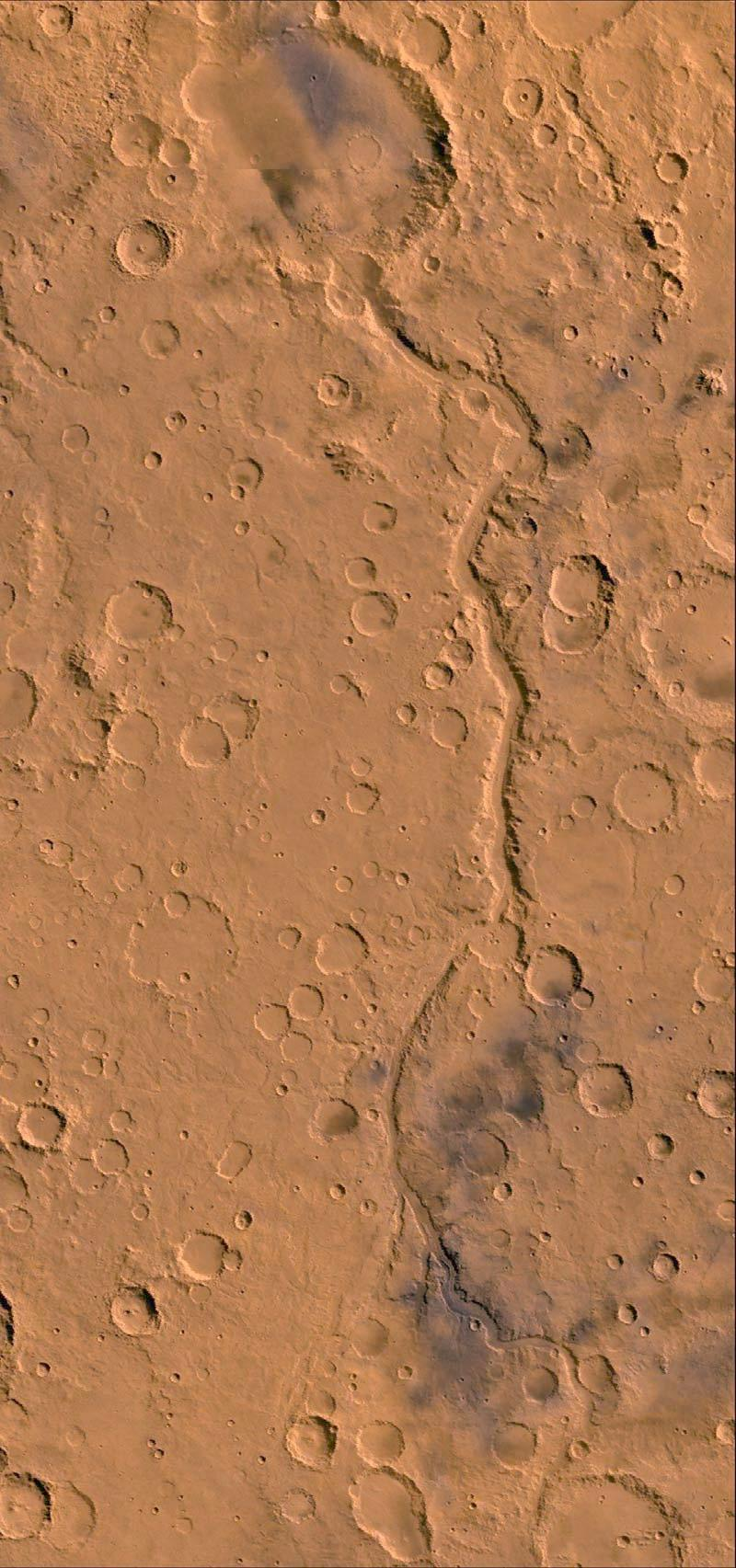
Ma'adim Vallis – koryto vyhloubené tekoucí vodou v oblasti kráteru Gusev (horní kráter, který dosahuje průměru 170 km)
(Viking)

## Oběžná dráha

Mars je vzdálen asi 230 000 000 km (143 000 000 mil) od Slunce; jeho oběžná doba je 687 dnů (zemských), znázorněna v červené barvě. Oběžná dráha Země je modře.

## Výzkum

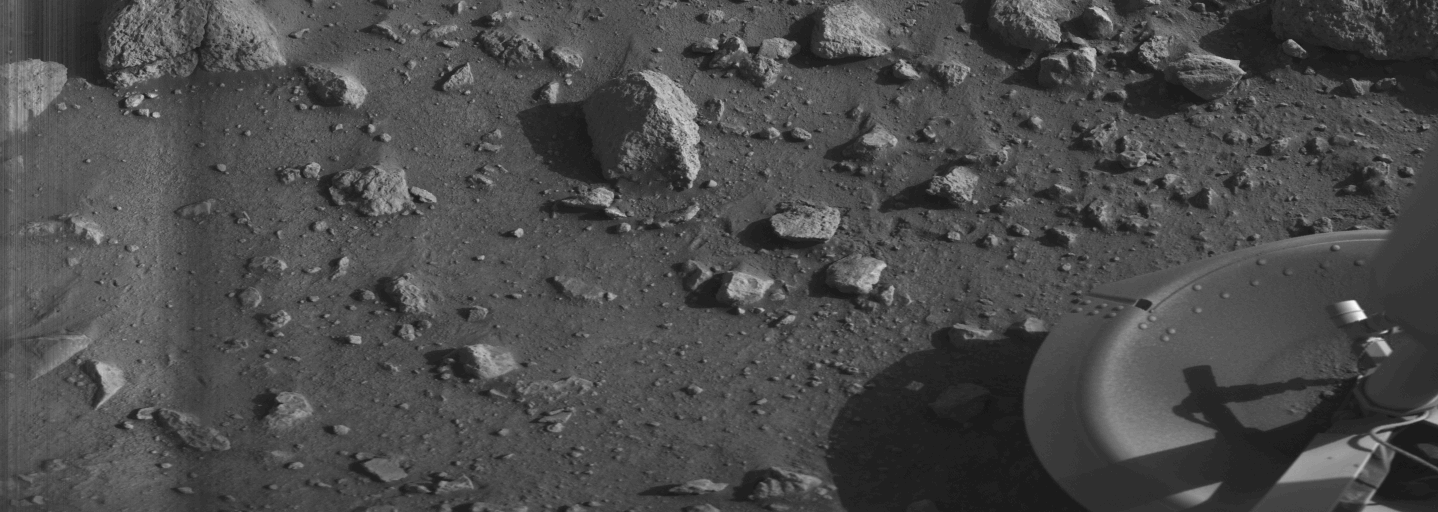
První fotografie povrchu Marsu, pořízená lodí Viking 1

### 20. století

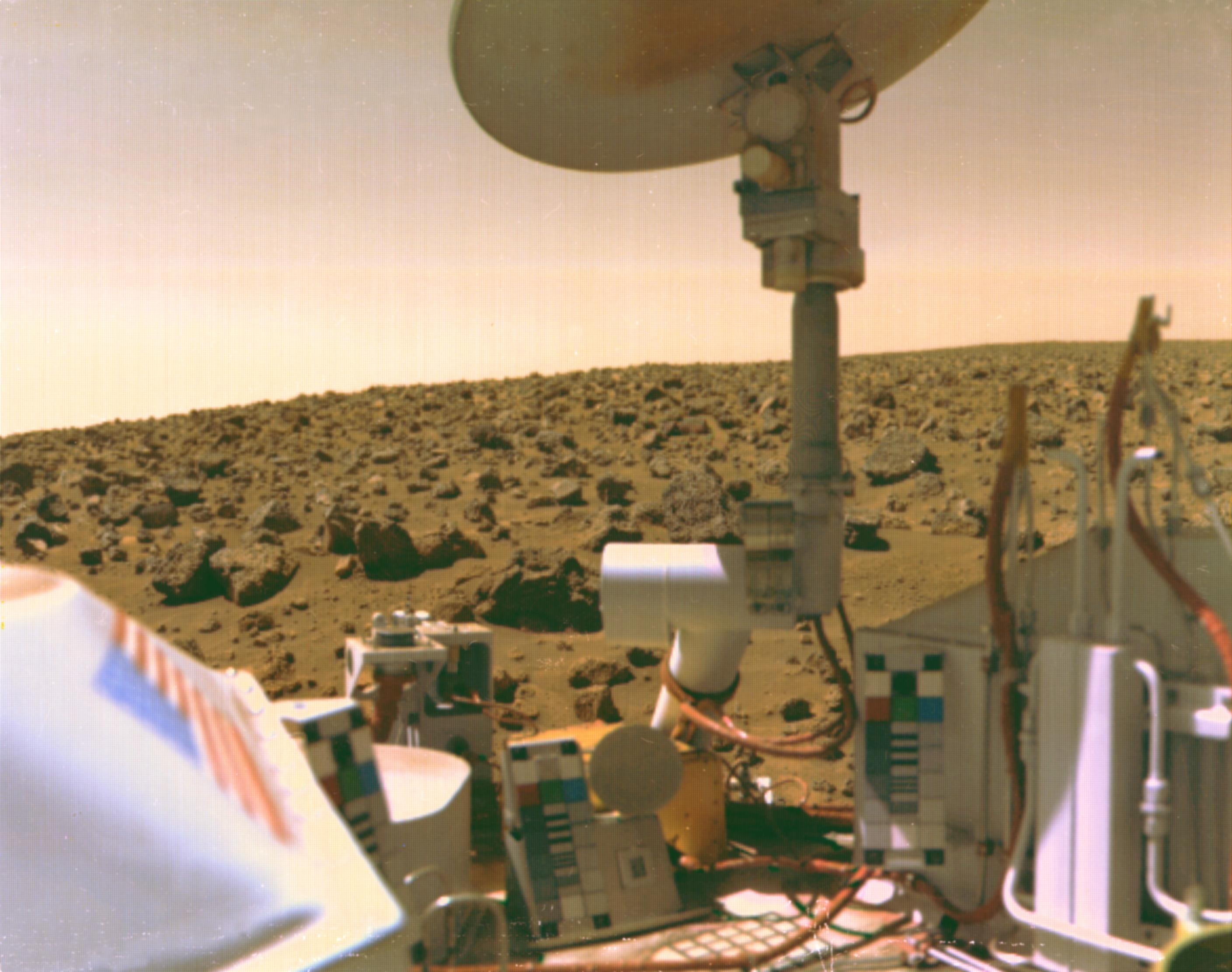
Přistávací modul Vikingu 2, fotografie zachycuje nejbližší okolí sondy

### 0. léta 21. století

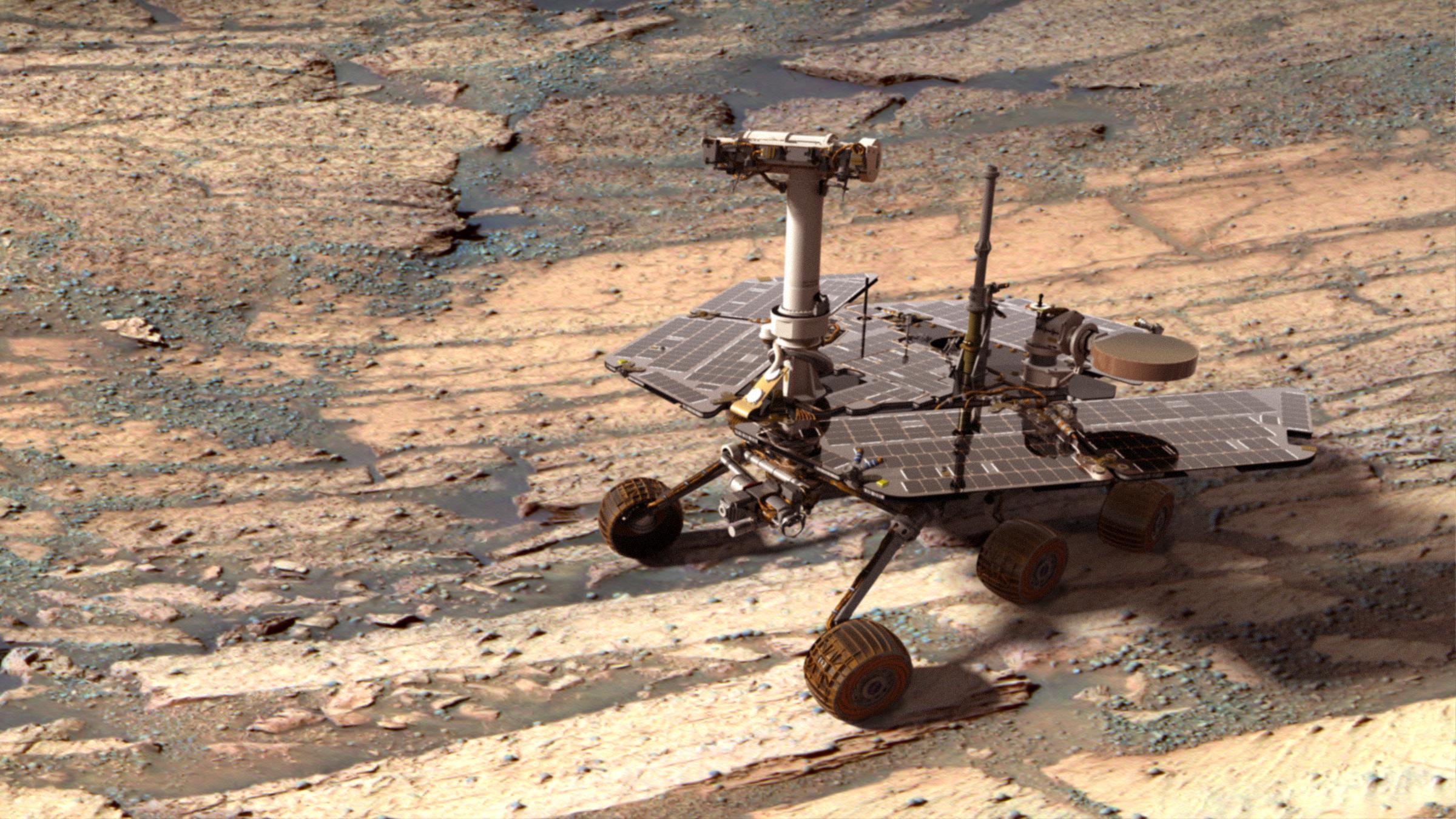
Skutečný povrch planety s uměle vygenerovaným vozítkem Opportunity
(umělecká představa)

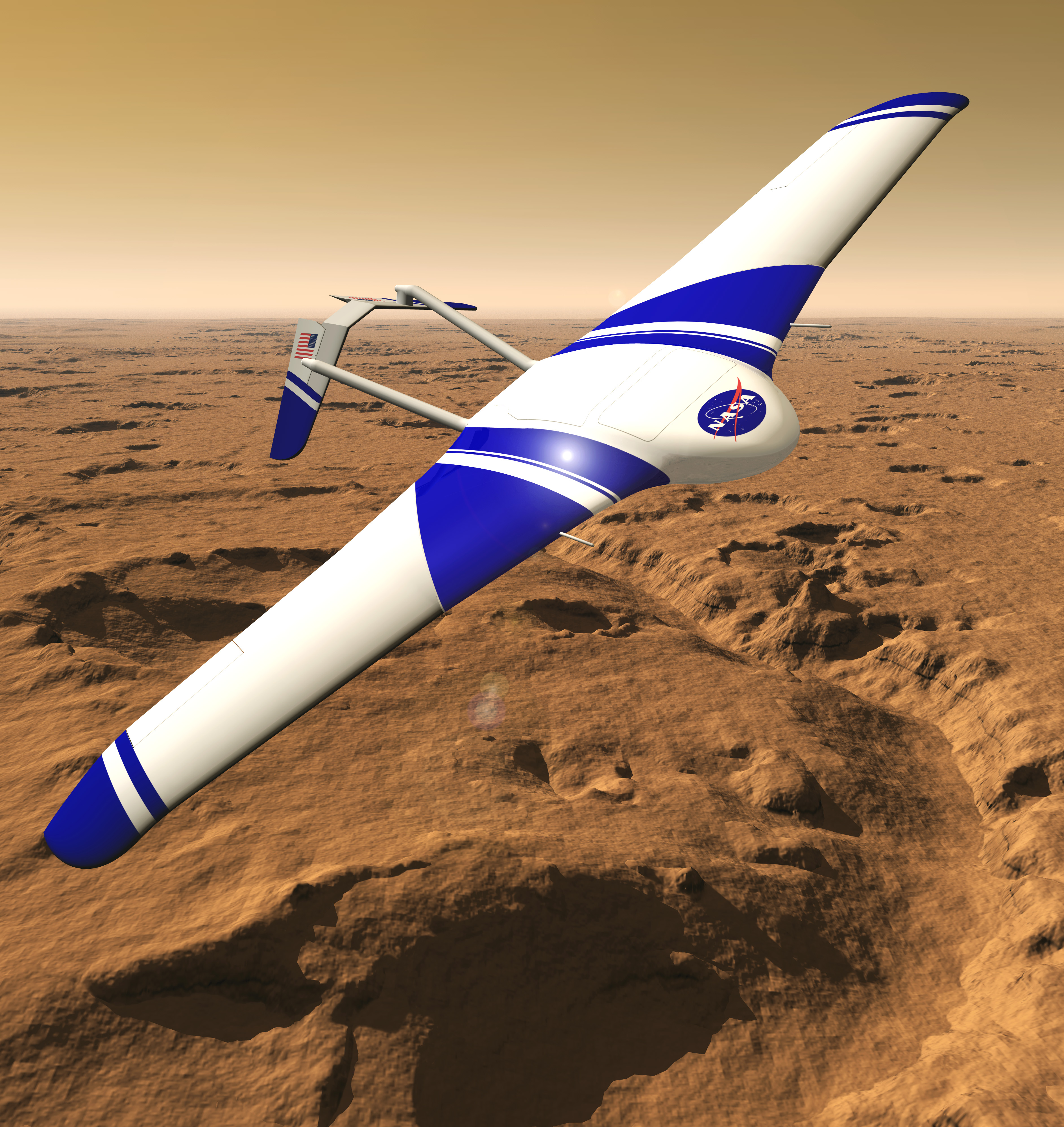
Na výzkumu Marsu se jednou mohou podílet i automatické létající sondy
(umělecká představa)

### Geologické složení

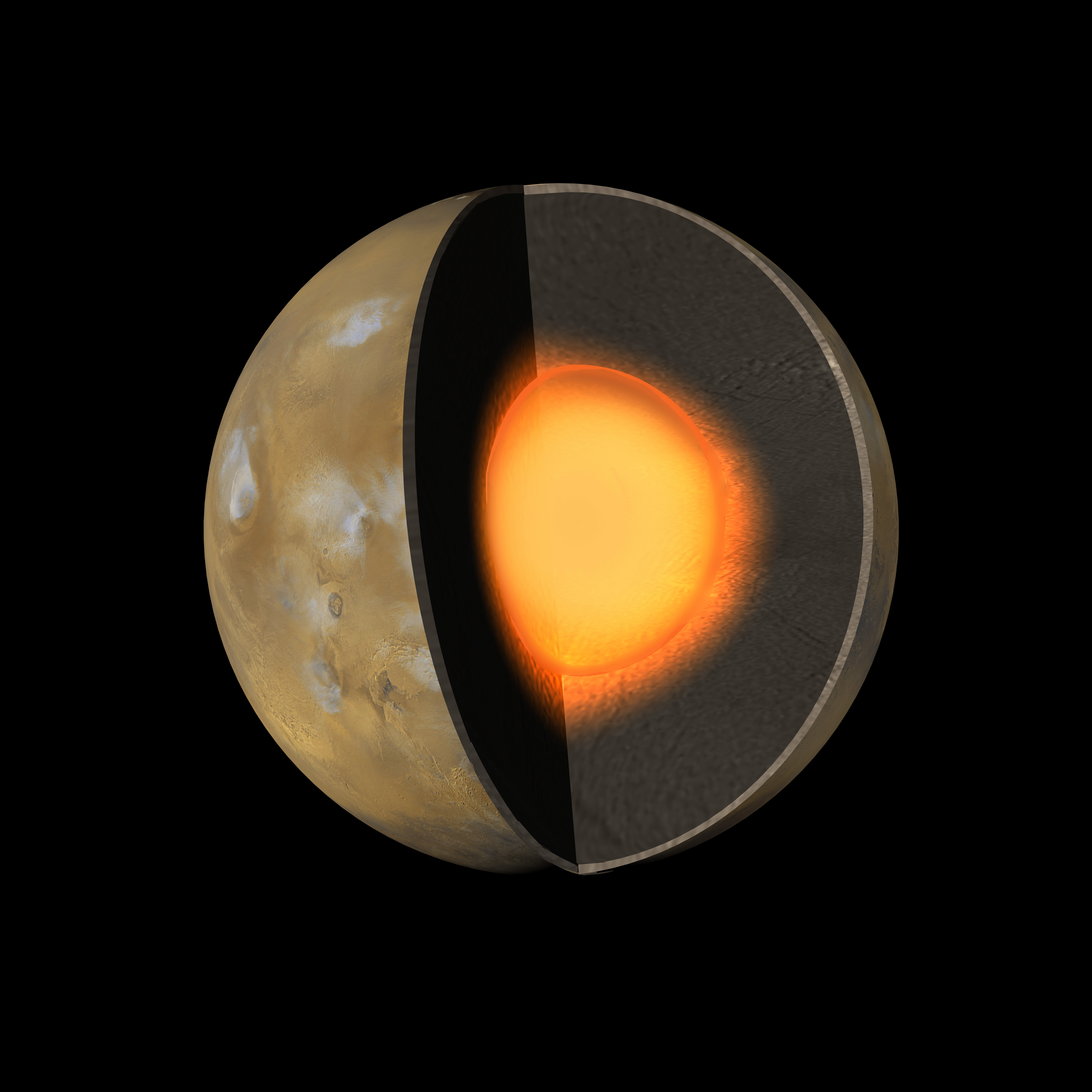
Geologická stavba Marsu se podobá té zemské. Na povrchu kůra, pod ní plášť a zcela uprostřed jádro
(umělecká představa)

Přesné geologické složení planety neznáme, ale na základě astronomických pozorování a průzkumu několika desítek meteoritů z Marsu
nalezených na Zemi se soudí, že jeho povrch tvoří převážně horniny ze skupiny čedičů. Oproti pozemským čedičům jsou některé oblasti obohaceny o křemičitanovou složku podobnou až pozemským andezitům (na druhou stranu je možné, že jsou tvořeny i sopečným sklem). Při pozorování je planeta načervenalá, protože celý povrch planety pokrývá oxid železitý. V okolí Marsu se v současnosti nevyskytuje globální magnetické pole, avšak některé oblasti planety vykazují trvalou magnetizaci, což svědčí pro hypotézu, že historické magnetické pole bylo globálního charakteru. Na povrchu se nevyskytuje voda v tekutém stavu, což může být jeden z důvodů, proč na Marsu není pozorována desková tektonika. V minulosti (zejména na počátku vývoje planety) však mohla být část kůry mobilní, a pozorované paleomagnetické anomálie by mohly proto souviset s tvorbou nové kůry, podobně jako je tomu u zemských středooceánských hřbetů.
Vzhledem k faktu, že na Marsu nebyly prováděny podrobné geologické průzkumy, jsou současné poznatky o planetě a její vnitřní stavbě velmi kusé; vycházejí převážně ze srovnání se Zemí a teoretických modelů založených na nepřímých měřeních pořízených automatickými sondami. Pod kůrou Marsu se zřejmě nachází plášť primárně tvořený olivínem a spinelem. Odhaduje se, že planeta má žhavé, zčásti tekuté jádro o průměru přibližně 1480 km (jiný zdroj uvádí 1300 až 1700 km) složené převážně ze železa s 15 – 17 váhových procent příměsí síry, což je až dvakrát více než síry v jádru Země. Nicméně mezi vědci nepanuje obecná shoda, jestli je jádro částečně tekuté, či pevné, a obě hypotézy jsou stále zvažovány.
Jádro je obklopeno pláštěm, jehož aktivita spojená s tepelným vývojem dala vzniknout většině tektonických a vulkanických útvarů na planetě. V současnosti je tato aktivita minimální, avšak v hlubších částech pláště může plášťová konvekce stále probíhat. Nejsvrchnější část pláště tvoří kůra, jejíž průměrná mocnost dosahuje 38 km až 62 km.

### Povrch

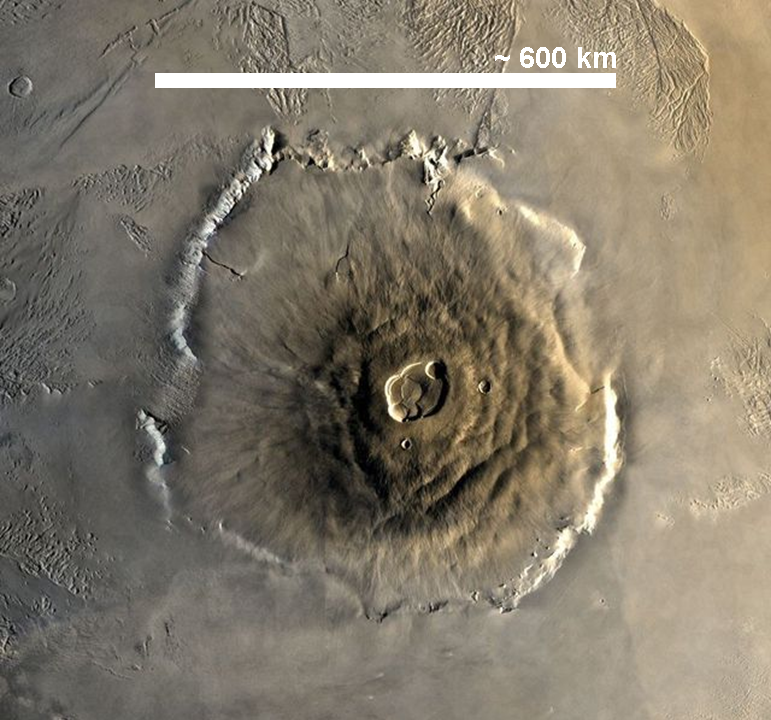
Největší hora sluneční soustavy Olympus Mons. Velikost základny je přibližně 600 km, přičemž hora ční asi 24 km nad okolní planinou
(Viking 1)

Do 60. let 20. století se všeobecně věřilo, že polární čepičky Marsu jsou složené ze zmrzlé vody. Během průzkumu kosmickými sondami se ale ukázalo, že Mars má slabou atmosféru složenou především z oxidu uhličitého s pouze malou příměsí vody, která se předpokládala v polárních oblastech. Atmosférický tlak v průměru dosahuje 700 Pa. Na základě tohoto zjištění byl následně vytvořen model atmosféry Marsu, z něhož vyplynulo, že dostatečně nízké teploty způsobily zkondenzování a zmrznutí samotného CO2 na pólech. Kvůli tomuto periodickému ději (na Marsu se střídají roční období podobně jako na Zemi) dochází také k významné změně tlaku během roku až o 20 procent. Další podrobné zkoumání nicméně ukázalo, že se póly skládají z vodního i suchého ledu (H2O i CO2).
Pro pozorovatele mimo planetu má Mars oranžovočervenou barvu nebo růžovou se dvěma bělavými oblastmi polárních čepiček. Oblasti s nižším albedem se jeví při pozorování šedě. Na červených oblastech se nacházejí rozličné světlé a tmavé plochy s nazelenalou barvou. Tmavé plochy ovšem nejsou oceány vody, protože ta se na Marsu nemůže vyskytovat v tekutém stavu kvůli nízkému atmosférickému tlaku (~700 Pa). Tyto změny v jasnosti povrchu jsou způsobené rozdílným druhem povrchového materiálu: světlejší naoranžovělé oblasti obsahují prach a písek bohatý na oxid železitý; tmavší plochy jsou zpravidla kamenitější a skalnatější. Tvary a rozměry těchto oblastí se mění vlivem občasných silných větrů, které prach přemísťují.
Povrch Marsu je velmi různorodý. Jižní polokoule s víceméně hornatou krajinou pokrývají krátery, zatímco na severní polokouli jsou rozsáhlé rovné pláně zalité lávou. Obecně se na povrchu Marsu nacházejí skalnaté nebo kamenité útvary, místy překryté prachem a písečnými dunami. Mars má značné množství kráterů, koryt, kaňonů a sopek. Je zde v současnosti nejvyšší známá hora sluneční soustavy – štítová sopka Olympus Mons, která dosahuje výšky přes 21 km. V rovníkové oblasti Marsu se táhne obrovský kaňon Valles Marineris dlouhý 4 500 km a hluboký 7 km. Objevila ho sonda Mariner 9 mapující Mars v letech 1971–1972, podle níž byl kaňon pojmenován. Průzkum sondami Viking přinesl také snímky oblasti Cydonia Mensae se zvláštním útvarem připomínajícím lidskou tvář obrácenou k nebi.
Tento skalní útvar se později začal označovat jako tzv. „tvář z Marsu“ byl pokládán za umělé dílo mimozemské civilizace. Pozdější kvalitnější snímky ale ukázaly, že se jednalo pouze o hru světla a stínu na obyčejném erodovaném skalním masívu.

#### Atlas
| Valles Marineris | Syrtis Major | Elysium Planitia |

Pojmenování povrchových útvarů Marsu je složitější než v případě Merkuru a Venuše, jelikož názvosloví vznikalo více než sto let, již od prvních pozorování prováděných italským astronomem Giovannim Schiaparellim roku 1877. Ten během pozorování začal pro útvary používat jména známá z Evropy, Asie a Afriky, která spojoval s mytologickými názvy. V práci, kterou Schiaparelli započal, pokračoval Eugene Antoniadi; oba pojmenovávali výrazné albedové útvary, které však ne nutně odpovídaly objektům na povrchu. Po roce 1973 došlo k podrobnému zmapování povrchu Marsu pomocí sondy Mariner 9, což přineslo velkou revizi názvů a jejich úpravu, na níž stojí současné názvosloví.